# Baia de Criș
Baia de Criș (in ungherese Körösbánya, in tedesco Altenburg) è un comune della Romania di 2 871 abitanti, ubicato nel distretto di Hunedoara, nella regione storica della Transilvania.
Il comune è formato dall'unione di 9 villaggi: Baia de Criș, Baldovin, Căraci, Cărăstău, Lunca, Rișca, Rișculița, Țebea, Văleni.
A Baia de Criș morì nel 1872 Avram Iancu, uno dei capi della rivoluzione della Transilvania del 1848-49; sulla facciata della casa in cui morì si trova una lapide realizzata dallo scultore Cornel Medrea.